# Брандон (Висконсин)
Брандон (енгл. Brandon) град је у америчкој савезној држави Висконсин.

## Демографија
По попису из 2010. године број становника је 879, што је 33 (-3,6%) становника мање него 2000. године.
| Група             | 2000.       | 2010.       |
| Белци             | 904 (99,1%) | 816 (92,8%) |
| Афроамериканци    | 0 (0,0%)    | 4 (0,5%)    |
| Азијати           | 0 (0,0%)    | 0 (0,0%)    |
| Хиспаноамериканци | 7 (0,8%)    | 44 (5,0%)   |
| Укупно            | 912         | 879         |